# Skullduggery (film din 1970)
Skullduggery (titlu original: Skullduggery) este un film SF american din 1970 regizat de Gordon Douglas. În rolurile principale joacă actorii Burt Reynolds, Susan Clark și Edward Fox.

## Prezentare
Într-o expediție din Papua Noua Guinee, este găsit un trib de creaturi asemănătoare maimuțelor. Ele sunt numite Tropis. Curând sunt folosite ca sclavi de către oameni. 
Apoi, despre una dintre aceste Tropis se presupune că a fost ucisă. Procesul crimei se învârte în jurul întrebării: sunt Tropis umani sau animale? Întrebarea este o formă a paradoxului Sorites.

## Distribuție
- Burt Reynolds ca Douglas Temple
- Susan Clark ca Dr. Sybil Greame
- Roger C. Carmel ca Otto Kreps
- Paul Hubschmid ca Vancruysen
- Chips Rafferty ca Father 'Pop' Dillingham
- Alexander Knox ca Buffington
- Pat Suzuki ca Topazia
- Edward Fox ca Bruce Spofford
- Wilfrid Hyde-White ca Eaton
- William Marshall ca Attorney General
- Rhys Williams ca Judge Draper
- Mort Marshall ca Dr. Figgins
- Michael St. Clair ca Tee Hee Lawrence
- Booker Bradshaw ca Smoot
- John Kimberley ca Epstein

## Povestiri similare
Romanul științifico-fantastic clasic Little Fuzzy de H. Beam Piper pune problema deciziei a ceea ce este o ființă inteligentă. Uciderea unui Fuzzy duce la un proces.